# Santa Maria delle Scale (Ragusa)
A Santa Maria delle Scale egy ragusai templom. A helyi hagyományok szerint a templomot a lentini Santa Maria di Roccadia ciszterci szerzetesek építették a 13. század első felében. Kétségkívül a 14. században már létezett, ezt bizonyítja a számos gótikus építészeti eleme. A templom az 1693-as földrengés során súlyosan megrongálódott. Újjáépítéséhez csak a 18. században kezdtek hozzá a lakosság nyomására. A régi templom előtt egy árkádos portikusz állt. Ezt az átépítések során a bal oldalhajóba építették be. A mészkőlapokkal borított padlója még ma is látható. A portikusz egyik oldalán egy nyolcszögletű kőből faragott szószék állt. Ez az átépítések során részben beépítették a falba. Az egyik oldalkápolna érdekessége az egyetlen kőtömbből kifaragott keresztelőmedence. Az épület belsejében keverednek a gótikus, reneszánsz valamint az újjáépítés során hozzáadott barokk díszítőelemek. A falakat értékes freskók díszítik. Az épület jobb oldalán emelkedik a harangtorony.